# NGC 4929
NGC 4929 é uma galáxia elíptica (E1) localizada na direcção da constelação de Coma Berenices. Possui uma declinação de +28° 02' 43" e uma ascensão recta de 13 horas, 02 minutos e 44,5 segundos.
A galáxia NGC 4929 foi descoberta em 20 de Abril de 1865 por Heinrich Louis d'Arrest.